# La Plaie (roman)
La Plaie est un roman de science-fiction de Nathalie Henneberg, publié en 1964.

## Résumé
Situé au XXXe siècle, le roman décrit la lutte d'ampleur galactique contre une forme de mal absolu, la Plaie, sorte de « peste mentale » d'origine extra-temporelles propagée par ses agents, les « Nocturnes ».
Alors que les Astres Libres sont sur le point de succomber, le salut des mondes libres repose sur une coalition d'humains et de mutants originaires de la Terre, dont certains semblent capables de manipuler le temps.
Au terme d'un long périple à travers la galaxie, une armée disparate livrera un combat décisif pour le sort de l'humanité.

## Contexte
Publié initialement sous le nom de N. C. Henneberg, puis Nathalie C. Henneberg, La Plaie est le quatrième roman personnel de Nathalie Henneberg, ses précédents romans étant des reprises des manuscrits inachevés de son défunt mari, Charles Henneberg.
En 1976, Nathalie Henneberg donne une suite tardive à La Plaie, parue sous le titre Le Dieu foudroyé, le dernier roman publié de son vivant.

## Analyse
La Plaie est rattaché au genre space opera et lui emprunte certain de ses archétypes : espaces intersidéraux, vaisseaux spatiaux, altérations spatio-temporelles, extraterrestres, mutants, pouvoirs psychiques, conflits d'ampleur galactique.
Sur une variation d'un thème classique, l'opposition entre le bien et le mal, Nathalie Henneberg construit un roman dense et foisonnant. La Plaie est émaillé de considérations philosophiques, de réflexions sur les rapports entre langage et société, et doublé d'une réflexion sur la nature du mal.
Il s'agit d'un roman choral adoptant les points de vues de différents personnages complexes, présentés comme les rouages d'une épopée légendaire. L'intrigue n'est pas linéaire et illustre des concepts très modernes pour son époque : univers parallèles, ou, sans les nommer ainsi, informatique et manipulations génétiques.
Comme nombre de romans publiés dans un contexte de guerre froide, La Plaie semble une métaphore de la menace totalitaire. Mais c'est aussi une transposition des exodes de populations et des horreurs de temps de guerre dans un cadre de science-fiction.
Pour son lyrisme « parfois excessif », son style épique, sa démesure et sa poésie « baroque et visionnaire », La Plaie est un modèle de « Space opera flamboyant ». Il est généralement considéré comme le chef-d’œuvre de son auteure et une des plus grandes réussites françaises du genre.

## Éditions françaises
La Plaie a connu trois éditions françaises :
- Hachette - Gallimard, coll. « Le Rayon fantastique » no 122/123, 2ème trimestre 1964, couverture de Jean-Claude Forest ;
- Albin Michel, coll. « SF » (2ème série) no 31, 4ème trimestre 1974  (ISBN 2-226-00118-2), couverture de Pierre Faucheux ;
- L'Atalante, coll. « Bibliothèque de l'évasion » no 109, avril 1999  (ISBN 2-84172-105-1), couverture de Philippe Caza.